# 經濟部地質調查及礦業管理中心
經濟部地質調查及礦業管理中心（簡稱地礦中心）為中華民國主管全國地質調查與礦藏土石資源管理業務，綜合策劃全國地質業務及建立全國性之地質資料，隸屬經濟部。源於1916年成立的中央地質調查所與1970年成立的礦務局，兩者於2023年9月26日合併。

## 歷史
- 2022年5月，行政院院會通過「第二波組織改造方案」，其中經濟部計畫將中央地質調查所和礦務局整併為「礦業管理及地質調查中心」。[2][3]
- 2023年5月16日，立法院三讀通過《經濟部地質調查及礦業管理中心組織法》草案。[4]6月7日，制定公布《經濟部地質調查及礦業管理中心組織法》[5]9月26日，整併原經濟部礦業司及經濟部中央地質調查所、經濟部礦務局而成立「經濟部地質調查及礦業管理中心」。
- 2024年6月，煤鄉礦工文史館因租約到期而結束營運，同年7月1日經濟部地質調查及礦業管理中心接續承接原場館，9月29日「地質及礦業文化推廣教室－猴硐礦工文史館」重新揭牌營運。

## 組織架構
- 主任
  - 副主任(2人)
    - 主任秘書

業務單位
- 土石管理組：供需調節科、規劃管理科、爆炸物管理科
- 礦場保安組：東區保安科、西區保安科、北區保安科、保安監督科、保安規劃科
- 礦務行政組：東區礦政科、礦業經濟科、礦業權管理科、礦業用地管理科
- 區域地質組：活動斷層科、斷層觀測科、基本地質一科、基本地質二科
- 應用地質組：都會地質科、地質發展科、地質法管理科、坡地環境地質科
- 資源地質組：水文地質科、地質資訊應用科、地質資料管理科、礦產與能源地質科

行政單位
- 秘書室
- 主計室
- 人事室
- 政風室

## 歷任首長
| 1 | 徐銘宏 | 2023年9月26日 | 現任 |

## 外部連結
- 經濟部地質調查及礦業管理中心 （页面存档备份，存于）